# NGC 3888
NGC 3888 је спирална галаксија у сазвежђу Велики медвед која се налази на NGC листи објеката дубоког неба.
Деклинација објекта је + 55° 57' 58" а ректасцензија 11h 47m 34,9s. Привидна величина (магнитуда) објекта NGC 3888 износи 12,0 а фотографска магнитуда 12,7. Налази се на удаљености од 39,500 милиона парсека од Сунца. NGC 3888 је још познат и под ознакама UGC 6765, MCG 9-19-189, MK 188, IRAS 11449+5614, CGCG 268-85, VV 455, KUG 1144+562, PGC 36789.